# Guatteria poeppigiana
Guatteria poeppigiana é uma espécie de magnólia. Foi descrito pela primeira vez por Carl Friedrich Philipp von Martius .  Guatteria poeppigiana pertence ao gênero Guatteria, e família Annonaceae.
Este tipo de planta pode ser encontrado em:
- Brasil

Não existe esse tipo listado.